# Route Tallimäki-Virojoki
La route Tallimäki-Virojoki (finnois : Tallimäki–Virojoki-tie), est une route historique longue de 35,2 km menant de Tallinmäki à Virojoki, du côté Est de la ville de Hamina. C'est la plus longue route historique de Finlande.

## Présentation
De 1938 à 1966, il s’agissait de la route nationale 7. 
Elle suit le parcours de la grande route côtière au 18e siècle.
La route Tallimäki-Virojoki fait partie des  environnements culturels bâtis d'importance nationale inventoriés par la direction des musées de Finlande avec d'autres parties de la grande route côtière.